# General Electric
General Electric Company (también conocida simplemente como GE) fue un grupo de empresas multinacional de infraestructura, servicios financieros y medios de comunicación altamente diversificada con sede en Estados Unidos.
Originalmente constituida en sociedad comercial en Schenectady, Nueva York, la empresa tuvo su sede en Fairfield, Connecticut. Desde aviación, energía (incluida renovable), tecnologías, fabricación aditiva y salud hasta servicios de financiación e información, GE estuvo presente en más de 100 países y tuvo más de 300 000 empleados alrededor el mundo. El conglomerado operaba a través de cuatro segmentos: energía, infraestructuras tecnológica, inversión en capital riesgo, y consumo e industria.
GE fue  uno de los símbolos del capitalismo de los Estados Unidos, siendo una empresa multinacional presente en todo el mundo y en numerosos sectores de actividad. En 2011, la compañía fue honrada por Fortune con el sexto puesto en la lista de las mayores firmas en los Estados Unidos, así como el decimocuarto puesto en la lista de las empresas estadounidenses más rentables. Otras clasificaciones para 2011 la incluyeron como la séptima compañía para líderes (Fortune), la quinta mayor marca global (Interbrand), la 82.ª compañía «verde» (Newsweek), la decimotercera compañía más admirada (Fortune) y la decimonovena compañía más innovadora (Fast Company).
Después de que las restricciones en los viajes aéreos durante la pandemia de COVID-19 causaran una caída significativa en los ingresos de General Electric en 2020, el último CEO de GE, Larry Culp, anunció en noviembre de 2021 que General Electric sería dividida en tres compañías separadas y públicas —GE Aerospace, GE HealthCare y GE Vernova— para 2024. Las nuevas compañías están respectivamente enfocadas en la industria aeroespacial, el cuidado de la salud y la energía. La separación de GE HealthCare se finalizó el 4 de enero de 2023. Esto fue seguido por la separación del portafolio de negocios de energía de GE el 2 de abril de 2024, convirtiéndose en GE Vernova. Tras estas transacciones, la General Electric Company cambió su nombre a GE Aerospace, se centró en la aviación, y dejó de existir como conglomerado.

## Historia
La compañía remonta su historia a 1880, cuando Thomas Alva Edison, residente entonces en Menlo Park, Nueva Jersey, unió algunos de sus intereses comerciales bajo una corporación para formar la Edison General Electric Company. En 1887, Elihu Thomson y C.J. Houston habían constituido la Thomson-Houston Electric Company, que pasó a adquirir un número de sus competidores en el sector eléctrico, accediendo a una serie de patentes en el proceso y conduciendo la compañía al primer puesto. Posteriormente, en 1892, la Edison General Electric Company de Schenectady, Nueva York, y la Thomson-Houston Electric Company de Lynn, Massachusetts, se fusionaron para formar la General Electric Company de la mano de J. P. Morgan, quien anteriormente había sacado a Thomas Alva Edison del negocio al comprar sus acciones en la Edison General Electric Company y reemplazar la corriente continua usada por Edison por la corriente alterna desarrollada e instaurada por Nikola Tesla y usada en la actualidad. La compañía estaba registrada en Schenectady, Nueva York, y esa ciudad fue su sede por muchos años. Alrededor del mismo tiempo se formó Canadian General Electric, la contraparte canadiense de la compañía.
General Electric fue una de las empresas fundadoras del índice económico Dow Jones Industrial Average cuando se estableció en 1894 y en el que se mantuvo durante 122 años hasta que dejó de cotizar en él el 26 de junio de 2018, siendo la última de las compañías cotizadas en su origen en dejar de hacerlo. En 1921, General Electric absorbió la National Electric Lamp Association (NELA) en su negocio existente de equipos de iluminación, y estableció la sede actual para su división de equipos de iluminación en Nela Park en East Cleveland, Ohio. En 1935, GE era una de las 30 mayores empresas cotizadas en la Bolsa de Londres.
En 1919, GE fundó la Radio Corporation of America (RCA) para promover la radio internacional. GE utilizó RCA como su división para ventas de radio hasta 1930, cuando esta empresa se separó de GE. La propia RCA rápidamente se convirtió en un gigante industrial. En 1929, ingenieros y empresarios de GE crearon en España la General Eléctrica Española (GEE).
GE tiene una historia larga de trabajo con turbinas en el campo de generación de energía. La compañía introdujo los primeros turbocompresores durante la Primera Guerra Mundial, y continuó desarrollándolos durante el período de entreguerras, así que llegaron a ser indispensables en los años inmediatamente antes de la Segunda Guerra Mundial. GE también trabajó con los diseños de Frank Whittle durante la Guerra, introduciendo los motores de reacción de Whittle a los Estados Unidos durante los años 1940. Esto condujo a la fundación de GE Aviation, que es actualmente el mayor fabricante de motores en el mundo, sólo seguido por Rolls-Royce plc de Gran Bretaña, que abrió el camino en el diseño y la fabricación de motores confiables, innovadores, y eficientes.
En 1959, General Electric fue acusado de promover el mayor cártel ilegal en los Estados Unidos desde la adopción de la Ley antimonopolio de Sherman (1890) por mantener precios artificialmente altos. En total, 29 empresas y 45 ejecutivos fueron condenados. Las investigaciones parlamentarias subsiguientes revelaron que el "delito de cuello blanco" era, con mucho, la forma de delito más costosa para las finanzas de Estados Unidos.
En 2002, GE adquirió los intereses de energía eólica de Enron durante los procedimientos de quiebra de esta. GE desarrolló una línea extensa de computadores durante los años, incluyendo computadores de propósito general (tales como las series GE-200, GE-400 y GE-600), computadores de control de procesos en tiempo real (incluyendo el GE 4010, el GE 4020, y el GE 4060), y computadores para conmutación de mensajes (tales como el Datanet 30 y el Datanet 355). Además, desde 1962, GE desarrolló el sistema operativo GECOS (posteriormente renombrado GCOS), que originalmente fue concebido para procesamiento por lotes, pero posteriormente fue extendido a tiempo compartido y gestión transaccional.
A lo largo de los años, GE adquirió una serie de entidades empresariales, tales como RCA y su subsidiaria de televisión NBC (en 1986), y Universal Pictures (con la que fusionó NBC en 2004 para formar NBCUniversal), entre otros.

## Asuntos corporativos
GE es un conglomerado multinacional con sede en Fairfield, Connecticut. Sus oficinas principales en Nueva York están ubicadas en el Rockefeller Center, en el 30 de Rockefeller Plaza (también conocido como el Edificio GE por la presencia del prominente logotipo de GE en su techo). La sede de la cadena de televisión NBC (adquirida por GE en 1986) está ubicada en el edificio. A través de su filial RCA, se asoció con el Centro desde su construcción en la década de 1930.
La compañía se describe como compuesta por un número de unidades principales de negocio. Cada unidad es en sí una vasta empresa, muchas de las cuales, incluso como empresas independientes, tienen calificaciones en la lista Fortune 500.[cita requerida] La lista de los negocios de GE ha variado a lo largo de los años como resultado de las adquisiciones, desinversiones y reestructuraciones de la compañía. Los formularios de impuestos de GE son más voluminosos que el de cualquier otra compañía en los Estados Unidos; la presentación de 2005 consistió en aproximadamente 24 000 páginas impresas, y 237 megabytes cuando se presentó por vía electrónica.

### Presidente y CEO
En octubre de 2018, John L. Flannery fue reemplazado por H. Lawrence Culp Jr. por voto unánime de la junta directiva de GE. John L. Flannery había reemplazado a Jeff Immelt en agosto de 2017. Previamente, Flannery estuvo 20 años en GE Capital y en 2013 fue director de desarrollo de negocios de todo GE.

### Filiales

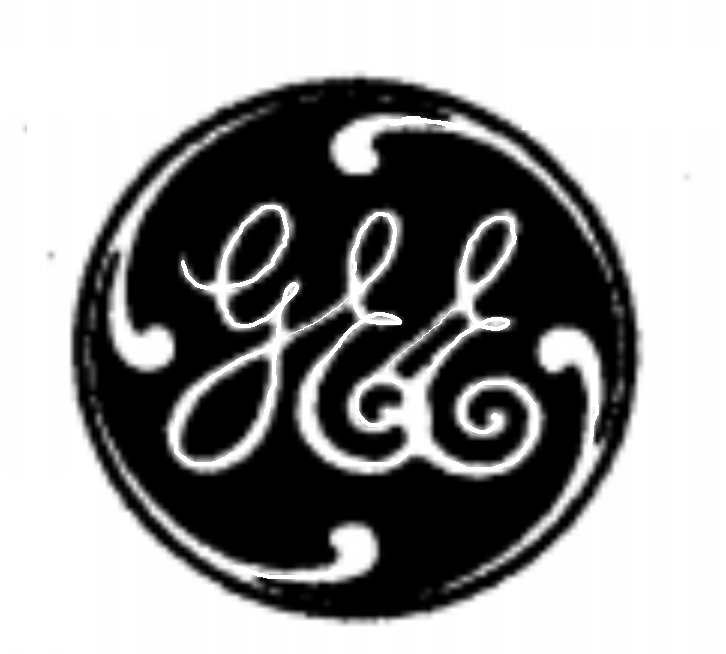
General Eléctrica Española

Las divisiones de GE incluyen GE Capital, GE Energy, GE Healthcare, GE Technology Infrastructure y GE Home and Business Solutions. A través de estas empresas, GE participa en una variedad amplia de mercados, incluyendo la generación, transmisión, y distribución de electricidad (nuclear, gas, y solar), iluminación física, ingeniería automática, equipos de imagen médica, motores eléctricos, locomotoras, motores de reacción para aeronaves, y servicios de aviación.
GE es también el copropietario de NBCUniversal con Comcast, y ofrece una gama de servicios financieros a través de GE Commercial Finance, GE Consumer Finance, GE Equipment Services, y GE Insurance. Además de Estados Unidos, la empresa también tiene presencia en más de cien países.
GE también produce la línea de cámaras digitales General Imaging. En 2010, General Imaging estrenó la Bridge Camera GE X5 con 14 MP y un zum óptico de 15x. En 2011, fue reemplazada por la GE X500 de 16 megapíxeles GE X500, que en Japòn se ofrece opcionalmente en color rojo, a diferencia de los tradicionales negro o blanco a lo largo del mundo.
Aunque los primeros conglomerados (tales como ITT Inc., Ling-Temco-Vought, Tenneco, etc.) quedaron en el camino a mediados de los años 1980, a finales de los años 1990, otras empresas (Westinghouse Electric, Tyco International, entre otras) intentaron y fracasaron en emular el éxito de GE.
El 4 de mayo de 2008, se anunció que GE subastaría su empresa de electrodomésticos, con un resultado esperado de entre cinco y ocho mil millones de dólares. Sin embargo, este plan fracasó como resultado de la recesión.

### Reconocimiento corporativo
En 2011, Fortune clasificó GE como la sexta mayor firma en los Estados Unidos, con el dècimocuarto lugar en beneficios. Otras clasificaciones para 2011 incluyen las siguientes:
- Séptima compañía para líderes (Fortune)
- Quinta mayor marca global (Interbrand)
- 82a compañía "verde" (Newsweek)
- Decimotercera compañía más admirada (Fortune)
- Decimonovena compañía más innovadora (Fast Company)

Para 2010, la marca de GE fue valuada en 42,8 miles de millones de dólares estadounidenses. Después de su ascenso a la posición de director ejecutivo de GE en 2004, Jeff Immelt había comisionado una serie de cambios en la presentación de la marca, en un esfuerzo para unificar las empresas diversificadas de GE. Los cambios incluyeron una paleta nueva de colores corporativos, modificaciones pequeñas al logotipo de GE, una fuente nuevamente personalizada llamada «GE Inspira» y el reemplazo de su eslogan de mucho tiempo, We bring good things to life (‘Creamos cosas buenas para la vida’), con un eslogan nuevo, Imagination at work (‘Imaginación en obra’). Los cambios fueron diseñados por Wolff Olins y son usados extensamente en la mercadotecnia y literatura de GE.

## Expediente medioambiental

### Ecomagination
En mayo de 2005, GE puso en marcha Ecomagination, una iniciativa empresarial común a todos los negocios de la compañía, dirigida a satisfacer la demanda de productos energéticamente eficientes y medioambientalmente sostenibles de sus clientes e impulsar a su vez el crecimiento de la compañía. Según GE, la intención de la compañía al concebir esta iniciativa era «planificar la construcción de la fábrica más grande de paneles solares en los Estados Unidos», y establecer metas para sus filiales en reducción de emisión de gases de efecto invernadero.
GE cuenta con una cartera de cerca de 70 productos y servicios con certificación Ecomagination pertenecientes a diversos sectores como aviación, energía, agua y transportes, etc. Son productos que han superado un proceso de certificación desarrollado por GE que cuantifica si el producto es más eficiente, tanto desde el punto de vista operativo, como desde el punto de vista medioambiental.
GE es actualmente uno de los líderes principales en la industria de energía eólica, y está también desarrollando productos nuevos respetuosos del medio ambiente, incluyendo motores de aviación, emisores de luz led, aerogeneradores, módulos solares, motores de biogás, locomotoras híbridas, soluciones para la desalinización y reutilización de agua, y células fotovoltaicas.
La estrategia Ecomagination se concreta en los siguiente objetivos:
- Invertir 1 500 000 000 de dólares en tecnologías limpias en 2010.
- Alcanzar los 25 000 000 000 de dólares en ingresos por productos Ecomagination en 2010.
- Reducir sus emisiones de gases de efecto invernadero un 1% hasta 2012, reducir la intensidad de sus emisiones un 30% en 2008 y mejorar la eficiencia energética un 30% a finales del 2012, todo ello con respecto al 2004.
- Reducir el consumo propio de agua a nivel mundial un 20 % entre 2006 y 2012.

Los resultados que ha obtenido esta iniciativa, según los informado por ecoimagination.com han sido:
- 29 % menos gases de efecto invernadero desde 2004.
- 13,5 % menos uso de agua desde 2010.
- 2 300 000 000 de dólares invertidos en I+D. 10 000 000 000 de dólares comprometidos de 2010 a 2015.
- 21 000 000 000 de dólares en beneficios durante 2011.
- Han generado mayor compromiso con las comunidades y consumidores.

### Contaminación
GE tiene una historia en la que algunas actividades han dado lugar a contaminación de aire y agua a gran escala. Basado en datos del 2000, investigadores en el Instituto para Investigación de Economía Política listaron la corporación como la cuarta mayor productora de contaminación atmosférica en Estados Unidos, con más de 2000 toneladas anuales de sustancias químicas tóxicas liberadas al aire. GE también se ha visto implicada en la creación de residuos peligrosos. Según documentos de la Agencia de Protección Ambiental de Estados Unidos, solamente el gobierno federal de los Estados Unidos, Honeywell, y Chevron Corporation son responsables por producir más sitios de residuo peligroso bajo Superfund.
En 1983, Robert Abrams, el Ministerio Público del estado de Nueva York, presentó una demanda en la Corte de Distrito de los Estados Unidos del Distrito Norte de Nueva York para obligar a GE a pagar la limpieza de lo que se afirmó ser más de 100 000 toneladas de sustancias químicas vertidos (legalmente, en esta vez) desde su planta en Waterford, Nueva York.
En 1999, la compañía acordó pagar un arreglo extrajudicial en relación con reclamos por haber contaminado el río Housatonic (Pittsfield, Massachusetts) y otros sitios con bifenilos policlorados (polychlorinated biphenyls o PCBs en inglés) y otras sustancias peligrosas.
Desde aproximadamente 1947 hasta 1977, GE descargó alrededor de 600 toneladas de PCB desde sus fábricas de condensadores eléctricos en Hudson Falls y Fort Edward, Nueva York en el río Hudson. GE luchó una batalla con los políticos y los medios de comunicación para evitar limpiar el río, aduciendo que dragar el río en realidad «despertaría» los PCB. En 2002, GE se le ordenó limpiar una extensión contaminada del Río Hudson que llegó a 40 millas.
En 2003, actuando en virtud de preocupaciones de que el plan propuesto por GE no proporcionaría adecuada protección para la salud pública y el ambiente, la Agencia de Protección Ambiental de Estados Unidos emitió una orden administrativa para efectuase la limpieza del sitio de Rome, Georgia, también contaminado con PCBs.
Los reactores nucleares involucrados en el crisis en la central nuclear Fukushima I en Japón tienen diseños de GE, y los diseños arquitectónicos fueron hechos por Ebasco.

### Iniciativas ambientales
El 6 de junio de 2011, GE anunció que había licenciada una tecnología solar térmica de eSolar, una compañía basada en California, para uso en centrales eléctricas que utilizan gas natural y energía solar.
El 26 de mayo de 2011, GE reveló el "EV Solar Carport", un estacionamiento que incorpora paneles solares en su techo, con estaciones para la carga de vehículos eléctricos bajo su cubierta.
El negocio de energía renovable de GE Energy ha expandido grandemente, para mantenerse al día con la demanda creciente de energía sostenible en los Estados Unidos y en otras partes del mundo. A partir de su entrada en la industria de comercialización de energía renovable en 2002, GE ha invertido más de 850 000 000 de dólares en tecnologías para energía renovable. En agosto de 2008, adquirió Kelman Ltd., una compañía en Irlanda del Norte que se especializa en tecnologías de monitoreo y diagnóstico avanzado para transformadores usados en la generación de energía renovable, y anunció una expansión de sus negocios en Irlanda del Norte en mayo de 2010. En 2009, las iniciativas de energía renovable de GE, que incluyen energía solar, energía eólica, y motores de gas de la marca GE Jenbacher utilizando gases basados en metano, emplean más de 4900 personas globalmente y han creada más de 10 000 trabajos secundarios.
GE Energy y Orión New Zealand Limited han anunciada la implementación de la primera fase de un sistema de gestión de red que GE usaría para mejorar la fiabilidad del aprovisionamiento energético para sus clientes. El "ENMAC Distribution Management System" es la fundación para la iniciativa de Orión. El sistema de tecnologías Smart grid mejorarà significativamente la capacidad de las compañías distribuidoras de energía para gestionar grandes emergencias en la red, y las ayudará a restaurar el servicio más rápidamente cuando ocurren apagones.
GE reveló una bombilla de 40 W de la marca Energy  basada en led, que estaría disponible a finales de 2010 o a principios de 2011. La compañía sostiene que la bombilla nueva proporcionará un ahorro de 77% en energía y producirá casi la misma intensidad lumínica que una bombilla incandescente de 40 W, con una duración 25 veces mayor.

## Iniciativas educativas
GE Healthcare está colaborando con la Wayne State University School of Medicine y la Medical University of South Carolina para ofrecer un programa integrado de estudios sobre radiología durante sus programas medicinales respectivos, dirigidos por investigadores del estudio de diagnóstico avanzado por ultrasonido en microgravedad. GE ha donado más de un millòn de dólares de equipos Logiq E Ultrasound a esas dos instituciones.

## Asuntos legales
El 4 de agosto de 2009, la Comisión de Bolsa y Valores (Securities and Exchange Commission, SEC) multó a General Electric con 50 000 000 de dólares por violar las reglas de contabilidad en dos casos separados, engañando a los inversionistas a fin de que creyeran que GE satisfaría o superaría sus expectativas de ganancias.
GE se ha enfrentado a acciones penales con respecto a sus operaciones relacionadas con la defensa. En 1990, fue declarada culpable de fraude contra el Departamento de Defensa de Estados Unidos y en 1992 condenada por prácticas corruptas en la venta de motores de aviones a Israel.

## Centros de investigación
General Electric cuenta con una de las organizaciones de investigación industrial más diversificadas del mundo, GE Global Research, a través de la cual ofrece tecnología a todos los negocios de la compañía. GE Global Research ha sido la piedra angular de evolución de GE y su tecnología durante más de 100 años y se centra actualmente en el desarrollo de innovaciones en áreas como medicina molecular, energías alternativas, nanotecnología, propulsión avanzada y tecnologías de seguridad.
GE Global Research tiene su sede en Niskayuna (Nueva York) y cuenta con centros de investigación en Bangalore (India), Shanghái (China) y Múnich (Alemania).
Recientemente se ha inaugurado un centro de investigación y desarrollo en Río de Janeiro, Brasil.
En los centros de investigación de GE se han inventado la primera bombilla de filamento de carbono incandescente (1879), la máquina de rayos X (1896), el ventilador eléctrico (1902), la tostadora eléctrica (1905), la nevera (1917), la lámpara fluorescente (1938), las siliconas (1940), el primer motor de reacción de los Estados Unidos (1941), el plástico Lexan (1953), los lingotes de cuarzo que hicieron posible la revolución de la fibra óptica en las telecomunicaciones (1981) y el sistema de ultrasonidos 4D (2002).[cita requerida]